# John Hennigan (pokerspeler)
John Hennigan (Philadelphia, 10 maart 1970) is een Amerikaans professioneel pokerspeler. Hij won onder meer het $2.000 H.O.R.S.E.-toernooi van de World Series of Poker 2002 (goed voor $117.320,- prijzengeld), het $5.000 Limit Hold'em-toernooi van de World Series of Poker 2004 (goed voor $325.360,-), het $50.000 The Poker Players Championship van de World Series of Poker 2014 (goed voor $1.517.767,-) en het $9.700 World Poker Tour Championship Event - No Limit Hold'em van de Borgata Winter Open 2007 ($1.606.223,-).
Hennigan verdiende tot en met mei 2021 meer dan $8.400.000,- in pokertoernooien, cashgames niet meegerekend. In 2018 werd hij toegevoegd aan de Poker Hall of Fame.

## Wapenfeiten
Hennigan bereikte in 2002 voor het eerst een finaletafel op de World Series of Poker (WSOP) toen hij zevende werd in het $1.500 7 Card Stud-toernooi. Vier dagen later won hij er zijn eerste titel. De eerstvolgende keer dat hij zich weer naar prijzengeld speelde in dit evenement was dat op een onderdeel van de World Series of Poker 2004, dat hem meteen ook zijn tweede WSOP-winst opleverde.
Ook daarna plaatste Hennigan zich voor verschillende finaletafels op de WSOP. Zo werd hij op de World Series of Poker 2005 zesde in het $5.000 No Limit Hold'em-toernooi en tweede in het $5.000 No Limit Deuce to Seven Draw-toernooi, achter David Grey. Op de World Series of Poker 2009 werd hij ook nog zevende in het $5.000 Ante Up For Africa Charity Event. Datzelfde toernooi won Hennigan al op de World Series of Poker 2008, maar toen gold het niet als een evenement dat hem een extra WSOP-titel opleverde. De $169.000,- die hij won, doneerde hij volledig aan het goede doel. Hennigan pakte zijn derde WSOP-titel op de World Series of Poker 2014. Nadat hij nog tweede werd op het $1.500 No Limit Hold'em-toernooi achter zijn landgenoot Ted Gillis, won hij het $50.000 The Poker Players Championship. Hierin versloeg hij 101 tegenstanders in een mix van Limit Hold'em, Omaha Hi-Low, Razz, 7 Card Stud, Stud Hi-Low, No Limit Hold'em, Pot Limit Omaha en 2-7 Triple Draw Lowball. Hennigan won op de World Series of Poker zijn vierde WSOP-titel in een toernooi puur bestaand uit 2-7 Triple Draw Lowball. Ditmaal versloeg hij 124 tegenstanders, waarvan Michael Gathy de laatste was.
Na zijn eerste twee WSOP-titels won Hennigan in 2007 ook voor het eerst een toernooi op de World Poker Tour. Daar kwam hij eerder al eens dichtbij toen hij in 2002 vierde werd in de$10.000 No Limit Hold'em - Final Five Diamond World Poker Classic, achter winnaar Gus Hansen, John Juanda en Freddy Deeb.
Buiten de WSOP en WPT won Hennigan onder meer het $7.500 No Limit Hold'em - Main Event van het United States Poker Championship 2002. Daarmee won hij $216.000,-.

## WSOP-titels
| Jaar                       | Toernooi                                           | Prijs        |
| -------------------------- | -------------------------------------------------- | ------------ |
| World Series of Poker 2002 | $2.000 H.O.R.S.E.                                  | $117.320,-   |
| World Series of Poker 2004 | $5.000 Limit Hold'em                               | $325.360,-   |
| World Series of Poker 2014 | $50.000 The Poker Players Championship             | $1.517.767,- |
| World Series of Poker 2016 | $10.000 2-7 Limit Triple Draw Lowball Championship | $320.103,-   |
| World Series of Poker 2018 | $10.000 H.O.R.S.E.                                 | $414.692,-   |
| World Series of Poker 2019 | $10.000 Seven Card Stud Championship               | $245.451,-   |
| World Series of Poker 2024 | $1.500 Dealer's Choice                             | $138.296,-   |